# Lubiana
Lubiana [luˈbjana] (alemão: Alt Libbehne) é uma vila no distrito administrativo de Gmina Pełczyce, no condado de Choszczno, voivodia da Pomerânia Ocidental, no noroeste da Polônia.  Situa-se a aproximadamente 7 km (4 mi) a nordeste de Pełczyce, 9 km (6 mi) sudoeste de Choszczno, e 62 km (39 mi) a sudeste da capital regional, Szczecin.
Antes de 1945, a área fazia parte da Alemanha.